# Kick Bras
Krijn Elzard (Kick) Bras (1949) is een Nederlandse predikant van de Protestantse Kerk in Nederland. Sinds 2014 is hij met emeritaat. Hij was ook docent spiritualiteit aan de Theologische Universiteit te Kampen, hoofdredacteur van het blad Herademing en is auteur van verschillende boeken over meditatie, spiritualiteit en mystiek. Bras heeft zich verdiept in de Nederlandse mystiek en geeft workshops over meditatievormen uit de christelijke spiritualiteit, met name de lectio divina (geestelijke lezing) en de ignatiaanse meditatie (waarbij de verbeeldingskracht een belangrijke rol speelt). Daarbij wordt gebruikgemaakt van wijsheidsteksten uit de joods-christelijke traditie. 
Bras promoveerde op een proefschrift getiteld: "Mint de minne, eros en agape bij Jan van Ruusbroec". Zijn laatste boeken zijn "Oog in oog. Christelijke mystiek in woord en beeld", uitgegeven door Skandalon in Vught. In september 2018 verscheen hiervan de derde druk. En "Voor het leven. De spiritualiteit van Dietrich Bonhoeffer", uitgegeven door Kok te Utrecht in 2018. 

## Publicaties
- Muziek van zuiver zwijgen: een overzicht van de christelijke mystiek (Kok, 1988)
- Een vloeiende, ebbende zee. Jan van Ruusbroecs "Geestelijke Bruiloft" als bron voor hedendaagse spiritualiteit (1989), serie Mystieke teksten en thema's
- Als met een vriend: omgaan met God (Kok, 1990)
- Verlangen en vervulling: Geloofsverdieping aan de hand van Ruusbroec (1293-1381) ter gelegenheid van zijn zevenhonderdste geboortejaar (Kok, 1993)
- Mint de minne: Eros en Agape bij Jan van Ruusbroec (Kok, 1993)
- Lichtspoor: een jaargang meditatie (Kok, 1996)
- Vuur en ijzer: elementen van calvinistische spiritualiteit
- Werken met spiritualiteit (Drs. Kitty Bouwman, red.) (aug. 2001)
- Talen naar stilte: hoe gebed en meditatie tot bloei kunnen komen (Ten Have, 2002)
- Leven met Thomas Merton: Wegwijzer naar vrijheid (Meinema, okt. 2003)
- Inleiding en aantekeningen bij Contemplatief gebed van Thomas Merton (1915-1968) (okt. 2003)
- Tussen Hemel en Aarde: meditatie en de geestelijke weg (2006)
- Ingaan en uitgaan: spirituele levenskunst (2007)
- Het Onze Vader, hart van geloven (2008)
- Mystiek Dagboek (2009)
- Een met de Ene. Protestantse mystiek van Abraham Kuyper tot Maria de Groot (2013)
- Oog in oog. Christelijke mystiek in tekst en beeld (2017)
- Het bezielde landschap. Spiritualiteit in de schilderkunst (2019)
- Christelijke meditatie (2024)